# Hong Kong Exchanges and Clearing Limited
Hong Kong Exchanges and Clearing Limited (HKEX; xinès: 香港交易及結算所有限公司) és una organització que opera una sèrie de mercats de renda variable, mercaderies, renda fixa i divises a través de les seves filials de propietat total The Stock Exchange of Hong Kong Limited (SEHK), Futures Exchange Limited (HKFE) i London Metal Exchange (LME).
A l'agost de 2024, HKEX tenia una capitalització de mercat d'aproximadament 4 bilions de dòlars dels EUA i 2.621 empreses cotitzades, la qual cosa la converteix en la vuitena borsa de valors més gran del món. HKEX va ser la 10a borsa de valors més gran pel que fa als ingressos de la sortida a borsa durant el primer trimestre del 2024.
El Grup també opera quatre sales de compensació a Hong Kong: Hong Kong Securities Clearing Company Limited (HKSCC), HKFE Clearing Corporation Limited (HKCC), SEHK Options Clearing House Limited (SEOCH) i OTC Clearing Hong Kong Limited (OTC Clear). HKSCC, HKCC i SEOCH ofereixen activitats integrades de compensació, liquidació, dipòsit i nominació als seus participants, mentre que OTC Clear ofereix derivats de tipus d'interès OTC i serveis de compensació i liquidació de forwards no lliurables als seus membres. HKEX proporciona dades de mercat a través de la seva entitat de difusió de dades, HKEX Information Services Limited
El govern de Hong Kong és el major accionista d'HKEX i té el dret de nomenar sis dels tretze consellers del consell.